# 西田阳耶
西田阳耶（日语：／ Nishida Haruya，2002年4月19日—），日本男子羽毛球運動員，亦為現役日本國家羽毛球隊（B隊）成員。富山縣出生，曾就讀於上市町ジュニア、上市中学校及埼玉栄高校，現隸屬於Tonami運輸株式會社羽毛球隊。

## 主要比賽成績
只列出曾進入準決賽的國際賽事成績：
| 年份   | 賽事                 | 公開賽級別 | 項目     | 拍檔       | 成績   |
| ------ | -------------------- | ---------- | -------- | ---------- | ------ |
| 2022年 | 墨西哥羽毛球國際賽   | 國際系列賽 | 男子雙打 | 目崎駿太郎 | 冠軍   |
| 2022年 | 聖但尼羽毛球公開賽   | 國際挑戰賽 | 男子雙打 | 目崎駿太郎 | 冠軍   |
| 2022年 | 加拿大羽毛球公開賽   | 超級100賽  | 男子雙打 | 目崎駿太郎 | 準決賽 |
| 2022年 | 挪威羽毛球國際賽     | 國際系列賽 | 男子雙打 | 目崎駿太郎 | 準決賽 |
| 2023年 | 愛沙尼亞羽毛球國際賽 | 國際系列賽 | 男子雙打 | 目崎駿太郎 | 冠軍   |
| 2023年 | 塞班島羽毛球國際賽   | 國際挑戰賽 | 男子雙打 | 目崎駿太郎 | 準決賽 |
| 2023年 | 越南羽毛球公開賽     | 超級100賽  | 男子雙打 | 目崎駿太郎 | 準決賽 |
| 2024年 | 塞班島羽毛球國際賽   | 國際挑戰賽 | 男子雙打 | 目崎骏太郎 | 準決賽 |

| 2018-2026年 | 總決賽 | 超級1000賽 | 超級750賽 | 超級500賽 | 超級300賽 | 超級100賽 | 國際挑戰賽 | 國際系列賽 | 未來系列賽 | 其他 |